# Camassia howellii
Camassia howellii är en sparrisväxtart som beskrevs av Sereno Watson. Camassia howellii ingår i släktet stjärnhyacinter, och familjen sparrisväxter. Inga underarter finns listade i Catalogue of Life.

## Bildgalleri

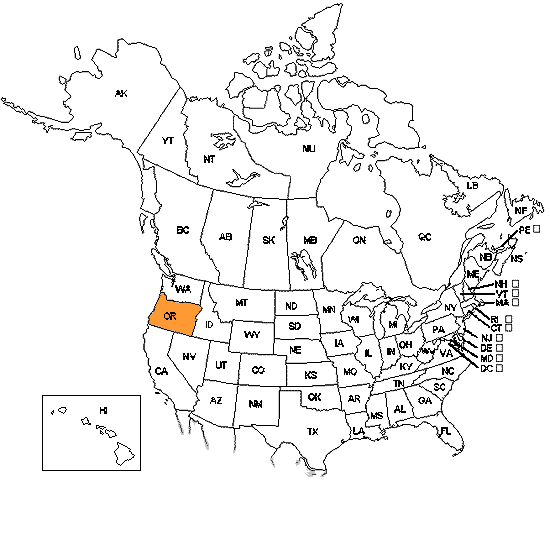
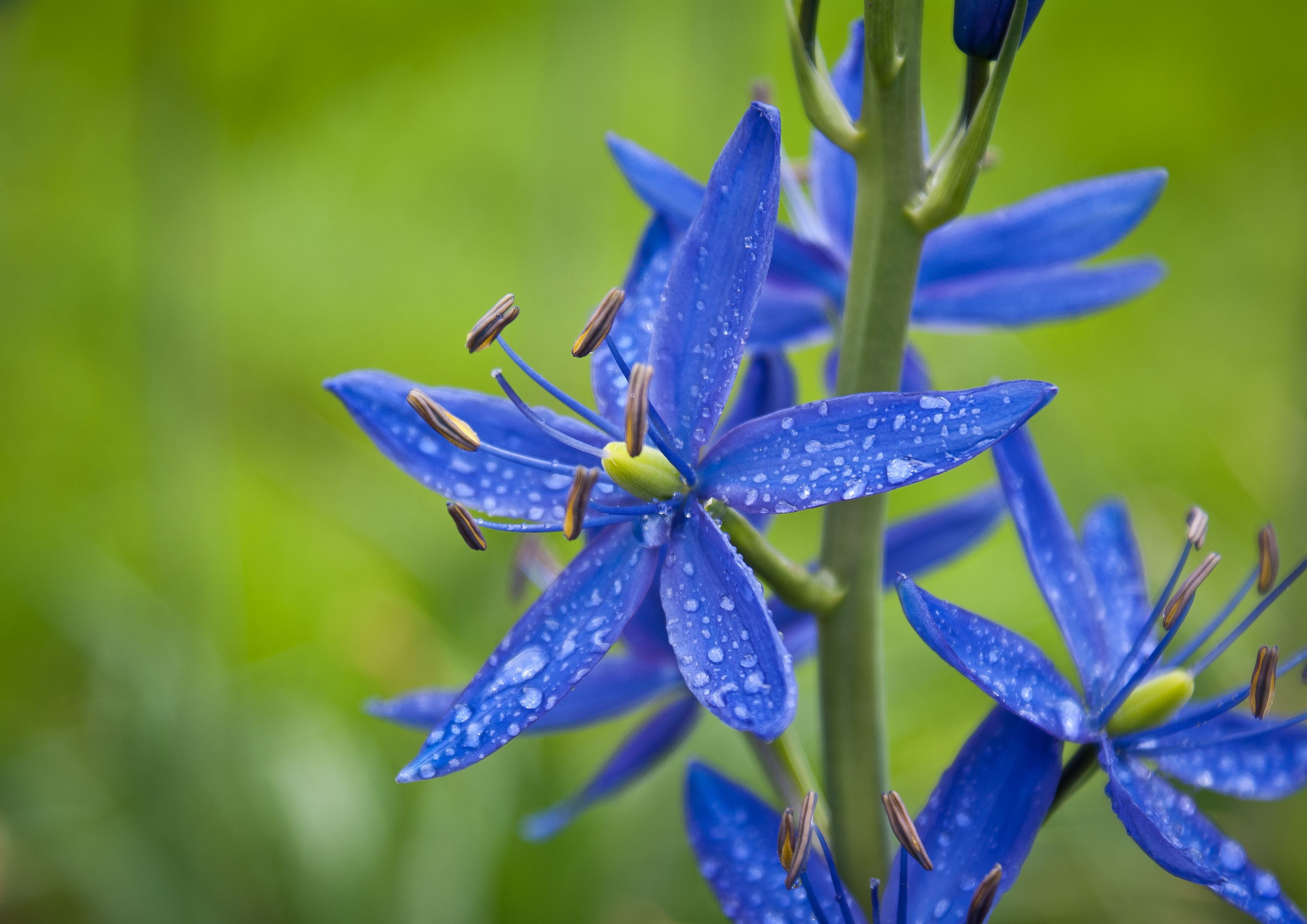